# Bartomeu Vidal i Nadal
Bartomeu Vidal i Nadal   (Barcelona, 1822 - Barcelona, 16 d'octubre de 1887) fou un empresari i hisendat barceloní del segle xix.

## Biografia
Fill del comerciant de Sant Feliu de Llobregat Bartomeu Vidal i Mayol (1776-1841) i Marianna Nadal i Ferrater (1793-1870), va ser director de la Sociedad del Fomento Nacional, precedent del Banc de Barcelona (1845), i va intervenir com a inversor en altres quinze societats entre els anys 1850 i 1864. Des del 1859 es dedicà en cos i ànima a l'especulació immobiliària i fou el principal impulsor d'El Fomento del Ensanche de Barcelona, societat liquidada el 1867, plena de deutes. Entre 1864 i 1865 va promoure una residència senyorial al Passeig de Gràcia, projectada per l’arquitecte Josep Oriol Mestres.
El 1841 es va casar amb Carme Serra i Bovets, filla del comerciant manresà Llogari Serra i Farreras (1797-1877), que li va aportar un dot de 35.000 lliures i un important patrimoni immobiliari. També el va ajudar econòmicament en els anys de crisi financera, i el 1881 compraren conjuntament un solar al xamfrà nord-oest de la Gran Via de les Corts Catalanes i el carrer de Pau Claris, on van fer construir un edifici per a viure-hi i llogar la resta de pisos.
Carme Serra va morir el 1884, deixant com a hereu personal el seu marit. Aquest es va casar l'any següent amb Zoa Nadal i Vilardaga, vídua del comerciant Adolf Clavé i Flaquer, que li aportà en dot 250.000 pessetes. Bartomeu Vidal i Nadal va morir el 16 d'octubre del 1887 als 65 anys, deixant com a hereva universal la seva esposa, que al seu torn nomenà hereu universal el seu fill Antoni Clavé i Nadal.